# Música espectral
Música espectral é um tipo de música de concerto surgida no final do século XX. É conhecida principalmente pelo trabalho dos compositores franceses Gérard Grisey, Tristan Murail, Hughes Dufourt, Michaël Levinas e outros, apesar de ter ocorrido também na Alemanha e Romenia.
Foi um movimento estético que surgiu como alternativa aos paradigmas da música serial que vinha sendo majoritariamente explorada na música de concerto até então.
Suas características de exploração e decomposição do som, graças a ferramentas informático-musicais recentes na época, muitas vezes trabalhando com o espectro de um som foram responsáveis pelo nome que acabou sendo relacionado a ela.
Acusticamente um som complexo pode ser decomposto em diversas parciais harmônicas, que compôem a série harmônica, reveladas através de processos matemáticos que por serem complexos e extensos foram facilitados pelo uso de computadores. Desse movimento várias técnicas composicionais surgiram fazendo corelações com técnicas de síntese e modulação sonoras realizadas por computador.